# リーガ・エスパニョーラ1944-1945
この項目では、1944-1945年シーズンのリーガ・エスパニョーラ (ラ・リーガ、プリメーラ・ディビシオン)について述べる。
リーガ・エスパニョーラ1944-1945は、スペインのプロサッカーリーグ、リーガ・エスパニョーラの14回目のシーズンである。
1944年9月24日に開幕し、1945年5月20日に閉幕。CFバルセロナ (現FCバルセロナ)が16年ぶり2回目の優勝を決めた。

## レギュレーション
- 14チームによるH＆A2回戦総当たり・全26節。勝ち点配分は勝利2・引分け1・敗北0。勝ち点が並んだ時の順位決定法に変化なし。
- プリメーラ・ディビシオン13位・14位はセグンダ・ディビシオン1位・2位と自動的に入れ替え。
- プリメーラ・ディビシオン12位はセグンダ・ディビシオン3位と中立地で1試合制の入れ替え戦を行う。
- 昨季まで入れ替え戦出場対象だったプリメーラ11位は自動残留順位となった。

## 1944-1945年シーズンの昇降格
| セグンダ・ディビシオンへ降格                                                   | プリメーラ・ディビシオンへ昇格                                            |
| ------------------------------------------------------------------------------ | ------------------------------------------------------------------------- |
| レアル・ソシエダ・デ・フトボル(13位) レアル・クルブ・セルタ・デ・ビーゴ (14位) | レアル・ヒホン・クルブ・デ・フトボル (1位) クルブ・レアル・ムルシア (2位) |

## 1944-1945年シーズンのリーガ・エスパニョーラのチーム
RCデポルティーボ・デ・ラ・コルーニャは1944年10月29日の第6節バレンシア戦から新スタジアムへ移転した。
| クラブチーム                         | ホームタウン                       | スタジアム                                           | 監督                                         |
| ------------------------------------ | ---------------------------------- | ---------------------------------------------------- | -------------------------------------------- |
| アトレティコ・デ・ビルバオ           | ビルバオ                           | サン・マメス                                         | フアン・ウルキス                             |
| クルブ・アトレティコ・アビアシオン   | マドリード                         | メトロポリターノ                                     | リカルド・サモラ                             |
| CFバルセロナ                         | バルセロナ                         | ラス・コルツ                                         | ジュゼップ・サミティエー                     |
| CDカステリョン                       | カスティーリョー・デイ・ラ・プラナ | エイル・ゼイキオール                                 | ユーアン・メイレインチョーン                 |
| RCデポルティーボ・デ・ラ・コルーニャ | ア・コルーニャ                     | パルケ・デ・リアソール →エスタディオ・デ・リアソール | ラモン・ラフエンテ                           |
| RCDエスパニョール                    | バルセロナ                         | サリア ムンジュイック(第22節のみ)                    | バルタサール・アルベニス                     |
| レアル・ヒホンCF                     | ヒホン                             | エル・モリノン                                       | アマデオ・サンチェス                         |
| グラナダCF                           | グラナダ                           | ロス・カルメネス                                     | イシュトバーン・プラットコ →エミリオ・ビダル |
| クルブ・レアル・ムルシア             | ムルシア                           | ラ・コンドミーナ                                     | アントーニオー・ボーニート・ジルビーストレイ |
| レアル・オビエドCF                   | オビエド                           | ブエナビスタ                                         | マヌエル・メアナ                             |
| レアル・マドリードCF                 | マドリード                         | チャマルティン                                       | ラモン・エンシナス                           |
| セントロ・デ・デポルテス・サバデルCF | サバデル                           | クレウ・アルタ                                       | パレ・ズレー・イ・ジューヌーイ               |
| セビージャCF                         | セビリア                           | ネルビオン                                           | パトリック・オコネル                         |
| バレンシアCF                         | バレンシア                         | メスタージャ                                         | エドゥーアルド・クーベイス                   |

## シーズンの流れ

### 優勝争い
王者バレンシアCFは「電撃フォワード陣」がリーグ2位の総得点61を叩き出すなど、相変わらず攻撃力のある事は数字的に証明した。だが12試合無敗を記録した昨季に比べて持続力が衰え、3連勝が1回・4戦無敗2回と5戦無敗が1回。このペースでは連覇は無理だった。総得点が減ったレアル・オビエドCFは開幕3連勝・6戦無敗1回・5戦無敗1回と、「負けない」事を重視した。だが、それでも王者バレンシアの順位をひとつ越え4位に入るのが精一杯だった。
内戦後の新勢力のもう1つ、アトレティコ・アビアシオンは開幕から出遅れ無敗も連勝も長続きせず。だが第13節から7戦無敗・第22節から3連勝 と、遅まきながら先頭集団に食らいつき3位。2年前の王者で最多5回の優勝を誇る「旧勢力」の大御所、アトレティコ・デ・ビルバオは好発進。第2節から6連勝で首位に立ち、その後バレンシア戦・オビエド戦と連敗するが、第15節まで首位と勝ち点タイで堪えていた。
ここで先頭集団に躍り出たのが他の旧世代のビッグネームであるレアル・マドリードCFとCFバルセロナであった。Rマドリードは開幕戦でオビエドに惨敗、第5節でビルバオに敗れるが、そこから3連勝・5連勝を1回ずつ記録するなどして第14節に単独首位に立った。対するバルサはリーグ最少の30失点の守備を武器に戦った。ロースコア勝負をかけ第2節から5戦無敗、チャマルティンでの敗戦を経て、以降3連勝した。

サミティエールは監督就任1年目でバルサを優勝させた。

第12節ビルバオ戦・第15節オビエド戦で大敗を喫するも、この後6連勝と一気にフルスロットルに入り、第17節に僅差で単独首位に立つと、仕上げにラスコルツでRマドリードを5-0と大破。勝ち点差を3に広げ当該対戦スコア5-1の優位も確立した。Rマドリードはこの大敗で3連勝を止められるも、すぐ切り替えて連勝に入った。なお序盤の主役ビルバオは既に3位集団に吸収され、2強のペースについていけなくなっていた。
バルサは第22節のダービー引分けで勝ち点差を2に詰められるが、その後は連勝を続け、第25節でラス・コルツにビルバオを迎えた。勝ち点差2を維持できれば当該対戦結果で優勝が決まるバルサは、前半にアズクラーとブラボの得点で2-1とリード。その頃Rマドリードは敵地で下位ムルシアに2点を先行されていたが、後半に入り60分までに逆転。その後3-3に追いつかれるが、3分後に再度勝ち越し73分にムニョスがダメ押し点を決め5-2とする。
しかしバルサも56分ゴンサルボ・60分セサール・ロドリゲス・62分アズクラーと立て続けに決め、後半のわずか7分間に5-1とビルバオを突き放す。終了間際にテルモ・サラに1点を返されるが、それは結末を変えるには余りに遅く、数分後ラ・コンドミーナとラス・コルツ両会場で終了の笛が鳴った。1929年の初代王者バルサの16年ぶり2度目、そして過酷な低迷を経て掴んだ内戦後初優勝を告げる笛だった。

### 残留争い
今季から入れ替え戦枠が一つ減って、中位には多少ゆとりのあるリーグになった。
開幕5戦未勝利のセグンダ王者レアル・ヒホンCFは3連敗を2度喫するが、精神的ショックを受けるほどの大敗は無かった。後半戦は第16節から3連勝、第21節から5戦無敗を維持、その締め括りにオビエドとのアストゥリアス・ダービーで6-0と圧勝し、1節を残して残留を決めた。負けないサッカーと失点を少なめに抑えるバランスがものをいった。
そのヒホンを上回る7回のリーグ最多引分け数で粘ったRCデポルティーボ・デ・ラ・コルーニャだったが、既に失点数の増加に歯止めがきかずリーグワースト2位の62失点。第2節から6戦未勝利、第9節から8戦未勝利。その後に初の連勝で一時12位に浮上したが、第19節から3連敗、最下位に沈んだ。RCムルシアとの対戦成績の優位でわずかに11位の可能性は残ったが、最終節でCDサバデルCFに敗れ他チームの結果に関係なく最下位で自動降格した。
そのサバデルは昨季最終節で劇的な自動残留を果たしたが、今季は後半戦に入っても調子が上がらず。第13節デポル戦の勝利を最後に、5連敗を含む12試合未勝利のトンネルに入り、失点もリーグワースト67に達した。未勝利の幕引きとなった第25節、11位回避を目指していたRCDエスパニョールに0-7の大敗を喫して入れ替え戦の可能性も消滅、自動降格が決定した。
そのエスパニョールが3年連続で巻き込まれた入れ替え戦回避の争いは、他に昇格組RCムルシア、残留力に定評のあるグラナダCFらが中心となった。今季のエスパニョールは途中で監督を変えずに戦ったが、第4節から5試合未勝利。第13節から4連勝し9位まで這い上がるが、3戦未勝利2回で第23節終了時には11位に戻っていた。
続く第24節にカステリョンを5-1で下し、ムルシアとの当該対戦成績で10位浮上。前節苦杯をなめさせられたグラナダが代わりに12位へ転落した。しかしグラナダは第25節で昨季王者バレンシアに2-1で勝ち、Rマドリードとの打ち合いに敗れたものの当該対戦成績で辛うじて11位を維持したムルシアに追い縋った。なお、この時点で意外にも10位に落ちていたセビージャ、そしてエスパニョールもグラナダとの当該対戦成績により11位回避が確定した。
最終節は勝ち点19で並ぶムルシアとグラナダの「一騎打ち」となり、当該対戦で劣るグラナダは、何とか勝ち点で上回る以外に11位浮上の手段は無かった。既に残留を決めたエスパニョールは17分にザガーラが先制弾を決めムルシアを1点リード。そうなるとサン・マメスでビルバオと対戦したグラナダの動向が問題となるが、前半だけでベナンシオとパニーソの得点で0-2と先行されていた。
後半もムルシアは追いつけず、グラナダの状況も51分・78分のサラの2得点で0-4と悪化した。最早ムルシアにやるべきことは無く、グラナダが79分にニコラの得点で一矢を報いて両会場で試合が終わった。当該対戦以外はグラナダと全く同じ7勝5分14敗と低迷したが、しかし2度目の挑戦で初めてムルシアは残留に成功、逆にグラナダは昨年までのように最後で辻褄を合わせられず、二度目の入れ替え戦行きが決定した。

## 結果

### 順位表
| 順 | チーム                                   | 試 | 勝 | 分 | 敗 | 得 | 失 | 差  | 点 | 出場権または降格                        |
| -- | ---------------------------------------- | -- | -- | -- | -- | -- | -- | --- | -- | --------------------------------------- |
| 1  | CFバルセロナ (C)                         | 26 | 17 | 5  | 4  | 50 | 30 | +20 | 39 |                                         |
| 2  | レアル・マドリードCF                     | 26 | 18 | 2  | 6  | 68 | 35 | +33 | 38 |                                         |
| 3  | クルブ・アトレティコ・アビアシオン       | 26 | 13 | 5  | 8  | 46 | 41 | +5  | 31 |                                         |
| 4  | レアル・オビエドCF                       | 26 | 13 | 5  | 8  | 50 | 48 | +2  | 31 |                                         |
| 5  | バレンシアCF                             | 26 | 12 | 6  | 8  | 61 | 35 | +26 | 30 |                                         |
| 6  | アトレティコ・デ・ビルバオ               | 26 | 14 | 2  | 10 | 54 | 41 | +13 | 30 |                                         |
| 7  | レアル・ヒホンCF                         | 26 | 9  | 6  | 11 | 42 | 46 | −4  | 24 |                                         |
| 8  | CDカステリョン                           | 26 | 10 | 4  | 12 | 43 | 50 | −7  | 24 |                                         |
| 9  | RCDエスパニョール                        | 26 | 10 | 3  | 13 | 44 | 39 | +5  | 23 |                                         |
| 10 | セビージャCF                             | 26 | 9  | 4  | 13 | 52 | 49 | +3  | 22 |                                         |
| 11 | RCムルシア                               | 26 | 7  | 5  | 14 | 40 | 58 | −18 | 19 |                                         |
| 12 | グラナダCF (R)                           | 26 | 7  | 5  | 14 | 40 | 55 | −15 | 19 | 入れ替え戦に出場                        |
| 13 | CDサバデルCF (R)                         | 26 | 6  | 5  | 15 | 30 | 67 | −37 | 17 | セグンダ・ディビシオン1945–46へ自動降格 |
| 14 | RCデポルティーボ・デ・ラ・コルーニャ (R) | 26 | 5  | 7  | 14 | 36 | 62 | −26 | 17 | セグンダ・ディビシオン1945–46へ自動降格 |

1. 1 2  アトレティコ・アビアシオンはレアル・オビエドCFに対し当該対戦勝ち点・得失点差とも並んだが、総得失点差が優っているため順位が上になった[67][68]。
2. 1 2  バレンシアCFはアトレティコ・デ・ビルバオに対し3-0、2-2の1勝1分で当該対戦勝ち点が3-1のため順位が上になった[69][70]。
3. 1 2  レアル・ヒホンCFはCDカステリョンに対し4-0、0-3の1勝1分け当該対戦勝ち点が3-1のため順位が上になった[71][72]。
4. 1 2  RCムルシアはグラナダCFに対し2-0、1-1の１勝１分けで当該対戦勝ち点3-1のため順位が上になった[73][74]。
5. 1 2  CDサバデルCFはRCデポルティーボ・デ・ラ・コルーニャに対し2-1、2-1の2勝0敗で当該対戦勝ち点4-0のため順位が上になった[75][76]。

### 勝敗表
| ホーム / アウェイ                    | AAV | ATB | BAR | CAS | DEP | ESP | GRA | MUR | OVI | RGI | RMA | SAB | SEV | VAL |
| ------------------------------------ | --- | --- | --- | --- | --- | --- | --- | --- | --- | --- | --- | --- | --- | --- |
| クルブ・アトレティコ・アビアシオン   | —   | 1–0 | 1–1 | 4–0 | 1–1 | 3–1 | 1–1 | 4–3 | 4–3 | 2–0 | 0–1 | 2–1 | 3–1 | 4–1 |
| アトレティコ・デ・ビルバオ           | 0–1 | —   | 4–1 | 1–3 | 5–2 | 3–0 | 4–1 | 5–1 | 0–1 | 0–1 | 2–1 | 4–1 | 4–0 | 2–2 |
| CFバルセロナ                         | 2–2 | 5–2 | —   | 3–1 | 3–0 | 1–0 | 4–2 | 1–0 | 0–1 | 2–0 | 5–0 | 2–1 | 3–1 | 1–0 |
| CDカステリョン                       | 2–3 | 1–0 | 0–1 | —   | 4–0 | 2–0 | 2–0 | 2–1 | 5–3 | 3–0 | 0–3 | 8–0 | 2–2 | 0–0 |
| RCデポルティーボ・デ・ラ・コルーニャ | 4–1 | 1–2 | 1–2 | 1–1 | —   | 3–2 | 1–1 | 3–1 | 4–1 | 2–2 | 2–2 | 1–2 | 1–0 | 2–3 |
| RCDエスパニョール                    | 0–3 | 2–3 | 1–1 | 5–1 | 7–1 | —   | 7–2 | 1–0 | 3–0 | 0–0 | 2–0 | 1–3 | 2–1 | 0–2 |
| グラナダCF                           | 2–1 | 2–3 | 1–2 | 0–2 | 3–0 | 2–0 | —   | 1–1 | 5–1 | 0–0 | 0–1 | 5–0 | 3–1 | 2–1 |
| RCムルシア                           | 0–0 | 2–2 | 1–1 | 2–0 | 1–0 | 1–2 | 2–0 | —   | 5–1 | 2–2 | 3–5 | 2–0 | 3–1 | 2–1 |
| レアル・オビエドCF                   | 3–2 | 2–0 | 6–0 | 2–0 | 2–2 | 1–0 | 1–1 | 3–2 | —   | 2–1 | 4–0 | 6–2 | 2–0 | 2–0 |
| レアル・ヒホンCF                     | 2–2 | 0–2 | 2–5 | 4–0 | 3–3 | 0–1 | 3–1 | 4–1 | 6–0 | —   | 0–1 | 1–0 | 3–1 | 4–2 |
| レアル・マドリードCF                 | 3–1 | 4–1 | 1–0 | 2–1 | 6–0 | 3–0 | 6–2 | 2–1 | 4–1 | 4–1 | —   | 8–0 | 5–0 | 1–1 |
| CDサバデルCF                         | 0–1 | 1–2 | 0–1 | 1–1 | 2–1 | 0–6 | 3–2 | 4–0 | 0–0 | 2–2 | 3–2 | —   | 2–3 | 1–1 |
| セビージャCF                         | 4–1 | 2–3 | 0–0 | 8–1 | 3–0 | 1–1 | 4–1 | 4–0 | 1–1 | 6–0 | 1–2 | 4–0 | —   | 3–2 |
| バレンシアCF                         | 5–0 | 3–0 | 2–3 | 4–1 | 2–0 | 2–0 | 4–0 | 9–3 | 1–1 | 4–1 | 4–1 | 1–1 | 4–0 | —   |

### 自動昇格チーム
- CDアルコヤーノ (セグンダ・ディビシオン1944-1945・1位)[77]
- エルクレスCF (同・2位) [78]

## 入れ替え戦
プリメーラ・ディビシオン12位のグラナダCFがセグンダ・ディビシオン1944-1945・3位のレアル・クルブ・セルタ・デ・ビーゴと中立地マドリードで対戦した。
| 1945年6月17日 |

| グラナダCF (12位) | 1 - 4 | レアル・クルブ・セルタ・デ・ビーゴ (3位) |
|                   |       |                                          |

| エスタディオ・メトロポリターノ・デ・マドリー |

- 敗北したグラナダCFがセグンダ・ディビシオン1945-1946へ降格。勝ったRCセルタ・デ・ビーゴはプリメーラ・ディビシオン1945-1946へ昇格。

## 得点ランク・記録

### 得点ランキング
| 順位 | 得点者                   | 得点数 | 試合数 | 得点率 | チーム                 |
| ---- | ------------------------ | ------ | ------ | ------ | ---------------------- |
| 1    | テルモ・サラ             | 19     |        |        | アトレティコ・ビルバオ |
| 2    | ギジェルモ・ゴロスティサ | 17     |        |        | バレンシアCF           |
| 3    | エドムンド・スアレス     | 16     |        |        | バレンシアCF           |
| =    | サビノ・バリナガ         | 16     |        |        | レアル・マドリードCF   |
| 5    | セサール・ロドリゲス     | 15     |        |        | CFバルセロナ           |
| =    | ジョゼップ・アズクラー   | 15     |        |        | CFバルセロナ           |

### ハットトリック
| 選手名                                     | 所属チーム                         | 達成試合                                  | 回数 |
| ------------------------------------------ | ---------------------------------- | ----------------------------------------- | ---- |
| セサール・ロドリゲス                       | CFバルセロナ                       | 第20節・5-2ヒホン                         | 1回  |
| ヘスス・アロンソ・フェルナンデス           | レアル・マドリードCF               | 第22節・6-2グラナダ                       | 1回  |
| サビノ・バリナガ                           | レアル・マドリードCF               | 第24節・8-0サバデル 第25節・5-3ムルシア   | 2回  |
| パコ・カンポス                             | クルブ・アトレティコ・アビアシオン | 第3節・4-0カステリョン                    | 1回  |
| エミリオ・ガルシア・マルティネス           | レアル・オビエドCF                 | 第1節・4-0Rマドリード                     | 1回  |
| アントニオ・チャス・ベイラ                 | レアル・オビエドCF                 | 第15節・6-0バルセロナ 第28節・3-2ムルシア | 2回  |
| エドムンド・スアレス                       | バレンシアCF                       | 第12節・4-0グラナダ 第22節・4-0セビージャ | 2回  |
| テルモ・サラ                               | アトレティコ・デ・ビルバオ         | 第7節・5-2デポル                          | 1回  |
| ニカシオ・ヘスス・ピオ・アロンソ・ガルシア | レアル・ヒホンCF                   | 第25節・6-0オビエド                       | 1回  |
| ユーアン・リカール・ローミーウ             | CDカステリョン                     | 第7節・8-0サバデル                        | 1回  |
| ホセ・ルイス・ドゥケ・ゴンサレス           | RCDエスパニョール                  | 第10節・7-2グラナダ                       | 1回  |
| フアン・アルサ・イニゴ                     | セビージャCF                       | 第5節・6-0Rヒホン                         | 1回  |
| ホセ・カンポス・ロドリゲス                 | セビージャCF                       | 第17節・4-0ムルシア                       | 1回  |
| ビセーンテイ・モーレイラ・アミゴー         | RCムルシア                         | 第10節・5-1オビエド                       | 1回  |
| フアン・アセド・ポンセ                     | グラナダCF                         | 第4節・5-1オビエド                        | 1回  |
| ジュアン・ニクーラ・フンチェカバ           | グラナダCF                         | 第19節・5-0サバデル                       | 1回  |
| アントーニ・グラシア・ロペス               | CDサバデルCF                       | 第9節・4-0ムルシア                        | 1回  |

### 最少失点ゴールキーパー
| 選手                     | 所属         | 試合数 | 失点数 | 失点率 |
| ------------------------ | ------------ | ------ | ------ | ------ |
| イグナシオ・エイサギーレ | バレンシアCF | 22     | 28     | 1,273  |

## できごと
- ホセ・サミティエールはリカルド・サモラに続き、現役時代・監督時代の両方でリーグ優勝を経験した2人目の人物となった。